# Ford Mondeo (2014)
Ford Mondeo er en stor mellemklassebil produceret af Ford Motor Company. Denne artikel omhandler den femte modelgeneration, som har været i produktion siden 2014.

## Historie
På Detroit Motor Show introducerede Ford i januar 2012 den nye Ford Fusion, som i vidt omfang er teknisk identisk med Mondeo '13. Udviklingen af begge modeller fandt sted i foråret 2012 i designstudiet Vercarmodel Saro. Fusion fås siden efteråret 2012 i Nord- og Sydamerika, i Nordamerika dog kun som sedan.
Siden salgsstarten findes bilen med benzinmotor og som fuldhybrid, mens plug-in-hybriden Fusion Energi fulgte i 2013. Fusion produceres i første omgang kun på den mexicanske Ford-fabrik i Hermosillo, men senere også i Flat Rock.
Den femte modelgeneration af Mondeo findes igen som combi coupé, sedan og stationcar. Sedanen har coupé-lignende træk og findes kun som hybridversion.
I modsætning til forgængeren skulle denne generation af Mondeo oprindeligt have været markedsført over hele verden fra efteråret 2013. Stationcarmodellen Turnier er specielt udviklet til Europa, og bygges og sælges også kun i Europa. På grund af lukningen af den belgiske Ford-fabrik i Genk blev introduktionen udsat et år.
Ved introduktionen den 7. februar 2015 fandtes der ud over to EcoBoost-benzinmotorer på 1,5 og 2,0 liter også to dieselmotorer på 1,6 og 2,0 liter. Mondeo findes ligeledes som fuldhybrid med en 2,0-liters benzinmotor, som sammen med elektromotoren yder 190 hk. Senere kommer bilen også som plug-in-hybrid Mondeo Energi. Begge hybridversionerne vil op til en hastighed på 100 km/t kunne køre rent elektrisk.
Alle motorerne findes med sekstrins manuel gearkasse eller sekstrins automatgear. For første gang siden første generation findes modellen igen med firehjulstræk, som også kan kombineres med dieselmotorer og automatgear. Også forlygterne med fuld-LED-teknik (Ford Dynamic LED), som er ekstraudstyr, er en nyhed. Yderligere nyheder er vognbaneholdeassistent, afstandsafhængig fartpilot, parkeringsassistent og dødvinkelassistent.
- Bagfra
- Ford Mondeo combi coupé (2014−)
- Ford Mondeo Turnier (2014−)
- Kabine

## Mondeo Vignale
Fra september 2015 kan Mondeo fås i en mere luksuriøs udgave med navnet Mondeo Vignale. Motorprogrammet omfatter begge 2,0 EcoBoost-motorerne med 149 kW (203 hk) og 176 kW (240 hk), 2,0-liters TDCi-motoren med 132 kW (180 hk) samt en ny 2,0-liters dieselmotor med biturbo og 154 kW (210 hk). Vignale findes også i hybridversion.
Til udstyret i modellen, som findes som sedan og stationcar, hører LED-forlygter, diverse kromdele og som ekstraudstyr 19" alufælge. Kabinen er udstyret med et Surround Sound-anlæg med 12 højttalere fra Sony.
- Ford Mondeo Vignale (2015−)
- Bagfra

## Motorer
| Model            | Motor         | Slagvolume (cm³) | Maks. effekt kW (hk) ved omdr./min. | Maks. drejningsmoment Nm ved omdr./min. | Produktions- periode |
| Benzinmotorer    | Benzinmotorer | Benzinmotorer    | Benzinmotorer                       | Benzinmotorer                           | Benzinmotorer        |
| ---------------- | ------------- | ---------------- | ----------------------------------- | --------------------------------------- | -------------------- |
| 1.0              | EcoBoost      | 998              | 92 (125)/6000                       | 170/1400−4000                           | 2/2015−              |
| 1.5              | EcoBoost      | 1499             | 118 (160)/5700                      | 240/1600−4000                           | 8/2014−              |
| 2.0              | EcoBoost      | 1999             | 149 (203)/6000                      | 300/1750−4500                           | 8/2014−              |
| 2.0              | EcoBoost      | 1999             | 176 (240)/6000                      | 340/1900−3500                           | 8/2014−              |
| Benzinhybrid     |               |                  |                                     |                                         |                      |
| 2.0 Hybrid       | Duratec       | 1999             | 140 (190)/6000                      | 300/1800−3700                           | 8/2014−              |
| Dieselmotorer    |               |                  |                                     |                                         |                      |
| 1.5 TDCi         | Duratorq      | 1499             | 88 (120)/3600                       | 270/1750−2500                           | 5/2015−              |
| 1.6 TDCi         | Duratorq      | 1560             | 85 (115)/3600                       | 270/1750−2500                           | 8/2014−5/2015        |
| 2.0 TDCi         | Duratorq      | 1997             | 110 (150)/3750                      | 350/1750−2750                           | 8/2014−              |
| 2.0 TDCi         | Duratorq      | 1997             | 132 (180)/3750                      | 400/2000−3250                           | 8/2014−              |
| 2.0 BiTurbo TDCi | Duratorq      | 1997             | 154 (210)/3750                      | 450/1750−3750                           | 5/2015−              |